# Fred Paterson
Frederick Woolnough Paterson, meist Fred Paterson genannt, (* 13. Juni 1897 in Gladstone; † 7. Oktober 1977 in Sydney) war ein australischer Rechtsanwalt und Politiker. Paterson ist in Australien überaus bekannt, da es ihm als einzigem Mitglied einer kommunistischen Partei gelang, der Communist Party of Australia (CPA), in ein Parlament gewählt zu werden.

## Frühe Jahre
Paterson war das sechste von elf Kindern von William Hunter Paterson, einem Schotten, und seiner Frau Edith, geborene Jeffery. Als Schüler gewann er einen Preis in einem Schreibwettbewerb; zudem war er ein erfolgreicher Athlet und Rugby-Union-Spieler.
Fred Paterson studierte vor dem Ersten Weltkrieg an der University of Queensland, bevor er zum Militär kam. Im Januar 1920 erhielt Paterson in Oxford einen Studienplatz für Theologie. Nach seiner Rückkehr nach Queensland trat er in die CPA ein, und 1923 begann er ein Studium der Rechtswissenschaften. Um 1924 hielt er Seminare über die Theorie des Marxismus ab und arbeitete anschließend in der Arbeiterbildung.
Am 11. April 1924 heiratete er Lucy Ethel Blackman. Die Ehe blieb kinderlos und wurde im September 1931 geschieden. Das Examen zum Rechtsanwalt bestand er 18. März 1931. Seine Heirat mit der 23-jährigen Kathleen Claire fand am 30. März 1932 statt. Mit ihr hatte er zwei Söhne.

## Politiker
Im Jahre 1930 wurde Paterson wegen angeblich aufrührerischer Reden arrestiert. Ab 1931 arbeitete er als Anwalt in Brisbane und in Townsville. Vom Mai 1937 an schrieb er als Journalist in einer kommunistischen Zeitschrift, dem North Queensland Guardian. Als die Große Depression begann, war er in der Zuckerindustrie politisch aktiv, wo er sich vor allem gegen die dort praktizierte soziale und rassistische Politik wendete. Zu dieser Zeit setzten die Arbeitgeber italienische Arbeiter als Lohndrücker gegen die dort beschäftigten Arbeiter ein. Paterson führte die Kampagne dagegen erfolgreich an und er arbeitete als Anwalt und als Aktivist für die CPA. Er erwarb sich in dieser Zeit einen Ruf als glänzender Redner. Während der späten 1930er Jahre wuchs die CPA im Norden Queenslands zu einer politischen Kraft heran.
In 1939 wurde er ins Townsville City Council gewählt und war das erste Mitglied der Communist Party Australia, die in ein derartiges Gremium gewählt wurde. Seine Wiederwahl erfolgte 1943. Im gleichen Jahr kandidierte er für die Division of Herbert, wurde aber nicht gewählt. Im folgenden Jahr gewann er im Parlament von Queensland einen Abgeordnetensitz im Electoral district of Bowen (Wahlkreis Bowen). Damit gelang es Paterson als bislang einzigen Mitglied der CPA in der Geschichte Australiens in das Parlament von Queensland gewählt zu werden. Die Wiederwahl gelang ihm 1947.

## Politik
Nachdem er ins Parlament gewählt worden war, arbeitete er in der Gewerkschaftsbewegung weiter und übte heftige Kritik an der Regierung. 1948 nahm er an der Auseinandersetzung um die Erhöhung der Löhne der staatlichen Eisenbahngesellschaft in Queensland aktiv teil. Diese Auseinandersetzung von Gewerkschaften mit der damaligen Labour-Regierung von Edward Holan, die die Eisenbahngesellschaft führte, mündete in den Queensland Railway Strike ein. Während des Streiks nahm er am 17. März 1948 in Brisbane an einer Protest-Demonstration für sechs inhaftierte Streikende während des Railway-Streiks teil. In dieser Demonstration kam zu Konflikten mit der Polizei und Paterson rief einen Polizeioffizier von einem gewaltsamen Angriff auf einen Demonstranten durch einen Zuruf zurück. Dabei wurde er von hinten niedergeschlagen und bei dem anschließenden Sturz schwer verletzt und anschließend monatelang nicht arbeitsfähig. In dieser Angelegenheit wurde nie ermittelt oder Klage erhoben.
In der Wahl zum Bundesparlament im Jahre 1950 wurde Paterson nicht mehr wiedergewählt. Premierminister Robert Menzies führte damals eine antikommunistische Kampagne in der Zeit des Kalten Krieges, die zum Ziel hatte, über Kommunisten ein Berufsverbot in öffentlichen Einrichtungen zu verhängen. Mit dieser Wahlniederlage endete die politische Karriere von Paterson.
Jedoch beteiligte er sich weiterhin an dem erfolgreichen Widerstand gegen die antikommunistische Kampagne von Menzies. Er nahm an weiteren politischen Aktivitäten der Gewerkschaften und kommunistischen Partei Australiens teil. Im Jahre 1952 Paterson ging nach Sydney. Er verteidigte in den Jahren 1950/51 die CPA vor dem High Court of Australia gegen das Verbot durch den Communist Party Dissolution Act (1950). 1953 verteidigte er Adam Ogston vor dem Sydney magistrate wegen dessen angeblich aufrührerischer Artikel in der Zeitung Communist Review. 1961 beauftragte ihn das Federal Council for Aboriginal Advancement zwei Aborigines bei ihrer Klage gegen die Hopevale-Mission in Cooktown, Queensland, wegen Misshandlungen zu vertreten.